# Línea 463 (Buenos Aires)
La línea 463 de colectivos es una línea de transporte automotor urbano que sirve en el Gran Buenos Aires. Posee cuatro ramales: Barrio Destino, ramal 2, 3 y 4. Es operada por Empresa Del Oeste S.A.T.
Tiene una flota de aproximadamente 40 coches.
- Datos: Q5986415

1. ↑  https://servicios.transporte.gob.ar/gobierno_abierto/detalle.php?t=acancelaciones&d=linea.